# Championnat panaméricain masculin de handball 2010
Navigation
Brésil 2008 Argentine 2012
La 14e édition du Championnat panaméricain masculin de handball  s'est déroulé à Santiago, au Chili, du 22 au 26 juin 2010.

## Équipes qualifiées
| Pays                   | Motif de qualification                                             |
| ---------------------- | ------------------------------------------------------------------ |
| Brésil                 | Vainqueur du Championnat panaméricain 2008                         |
| Argentine              | Deuxième du Championnat panaméricain 2008                          |
| Cuba                   | Troisième du Championnat panaméricain 2008                         |
| Chili                  | Quatrième du Championnat panaméricain 2008                         |
| Groenland              | Cinquième du Championnat panaméricain 2008                         |
| Uruguay                | Sixième du Championnat panaméricain 2008                           |
| Canada                 | Vainqueur des Qualifications pour le championnat panaméricain 2009 |
| République dominicaine | Deuxième des Qualifications pour le championnat panaméricain 2009  |

## Premier tour

### Groupe A
|   | Équipe    | Pts | J | G | N | P | Bp | Bc  | Diff |
| - | --------- | --- | - | - | - | - | -- | --- | ---- |
| 1 | Argentine | 6   | 3 | 3 | 0 | 0 | 97 | 44  | 53   |
| 2 | Chili     | 3   | 3 | 1 | 1 | 1 | 81 | 78  | 3    |
| 3 | Uruguay   | 3   | 3 | 1 | 1 | 1 | 73 | 88  | -15  |
| 4 | Canada    | 1   | 3 | 0 | 0 | 3 | 66 | 107 | -41  |

| 22 juin | Argentine | 32 - 14 | Uruguay |
| 22 juin | Chili     | 36 - 25 | Canada  |
| 23 juin | Argentine | 39 - 12 | Canada  |
| 23 juin | Chili     | 27 - 27 | Uruguay |
| 24 juin | Uruguay   | 32 - 29 | Canada  |
| 24 juin | Argentine | 26 - 18 | Chili   |

### Groupe B
|   | Équipe                 | Pts | J | G | N | P | Bp  | Bc | Diff |
| - | ---------------------- | --- | - | - | - | - | --- | -- | ---- |
| 1 | Brésil                 | 6   | 3 | 3 | 0 | 0 | 100 | 66 | 34   |
| 2 | Cuba                   | 4   | 3 | 2 | 0 | 1 | 97  | 81 | 16   |
| 3 | Groenland              | 2   | 3 | 1 | 0 | 2 | 73  | 81 | -8   |
| 4 | République dominicaine | 0   | 3 | 0 | 0 | 3 | 52  | 94 | -42  |

| 22 juin | Brésil    | 29 - 23 | Groenland              |
| 22 juin | Cuba      | 39 - 15 | République dominicaine |
| 23 juin | Cuba      | 32 - 25 | Groenland              |
| 23 juin | Brésil    | 30 - 17 | République dominicaine |
| 24 juin | Brésil    | 41 - 26 | Cuba                   |
| 24 juin | Groenland | 25 - 20 | République dominicaine |

## Phase finale

### Matchs pour les places 5 à 8
|  | Demi-finales de classement | Demi-finales de classement |                |    | Cinquième place | Cinquième place |
|  | Demi-finales de classement | Demi-finales de classement |                |    | Cinquième place | Cinquième place |
|  |                            |                            |                |    |                 |                 |
|  | 25 juin 2010               | 25 juin 2010               |                |    | 26 juin 2010    | 26 juin 2010    |
|  | 25 juin 2010               | 25 juin 2010               |                |    | 26 juin 2010    | 26 juin 2010    |
|  | Groenland                  | 38                         |                |    | 26 juin 2010    | 26 juin 2010    |
|  | Groenland                  | 38                         |                |    | 26 juin 2010    | 26 juin 2010    |
|  | Canada                     | 36                         |                |    | 26 juin 2010    | 26 juin 2010    |
|  | Canada                     | 36                         | Groenland      | 27 |                 |                 |
|  | 25 juin 2010               |                            | Groenland      | 27 |                 |                 |
|  |                            | Uruguay                    | 30             |    |                 |                 |
|  | Uruguay                    | Uruguay                    | 30             | 28 |                 |                 |
|  | Uruguay                    |                            |                | 28 |                 |                 |
|  | République dominicaine     | 24                         |                |    |                 |                 |
|  | République dominicaine     | 24                         | Septième place |    |                 |                 |
|  |                            |                            |                |    |                 |                 |
|  | 26 juin 2010               |                            |                |    |                 |                 |
|  |                            |                            |                |    |                 |                 |
|  | Canada                     | 33                         |                |    |                 |                 |
|  | Canada                     | 33                         |                |    |                 |                 |
|  | République dominicaine     | 22                         |                |    |                 |                 |
|  | République dominicaine     | 22                         |                |    |                 |                 |

### Matchs pour le titre
|  | Demi-finales | Demi-finales |                        |    | Finale       | Finale       |
|  | Demi-finales | Demi-finales |                        |    | Finale       | Finale       |
|  |              |              |                        |    |              |              |
|  | 25 juin 2010 | 25 juin 2010 |                        |    | 25 juin 2010 | 25 juin 2010 |
|  | 25 juin 2010 | 25 juin 2010 |                        |    | 25 juin 2010 | 25 juin 2010 |
|  | Argentine    | 17           |                        |    | 25 juin 2010 | 25 juin 2010 |
|  | Argentine    | 17           |                        |    | 25 juin 2010 | 25 juin 2010 |
|  | Cuba         | 8            |                        |    | 25 juin 2010 | 25 juin 2010 |
|  | Cuba         | 8            | Argentine              | 28 |              |              |
|  | 25 juin 2010 |              | Argentine              | 28 |              |              |
|  |              | Brésil       | 27                     |    |              |              |
|  | Brésil       | Brésil       | 27                     | 33 |              |              |
|  | Brésil       |              |                        | 33 |              |              |
|  | Chili        | 21           |                        |    |              |              |
|  | Chili        | 21           | Match pour la 3e place |    |              |              |
|  |              |              |                        |    |              |              |
|  | 25 juin 2010 |              |                        |    |              |              |
|  |              |              |                        |    |              |              |
|  | Cuba         | 31           |                        |    |              |              |
|  | Cuba         | 31           |                        |    |              |              |
|  | Chili        | 34           |                        |    |              |              |
|  | Chili        | 34           |                        |    |              |              |

## Classement final
| Rang | Pays                   |
| ---- | ---------------------- |
| 1    | Argentine              |
| 2    | Brésil                 |
| 3    | Chili                  |
| 4    | Cuba                   |
| 5    | Uruguay                |
| 6    | Groenland              |
| 7    | Canada                 |
| 8    | République dominicaine |

Les trois premières équipes sont qualifiées pour le championnat du monde 2011.

## Statistiques

### Meilleurs buteurs
- Meilleur buteur :  Emil Feutchtman, 35 buts

### Équipe-type
| Poste          | Joueur                   |
| -------------- | ------------------------ |
| Gardien        | Maik dos Santos          |
| Arrière droit  | Fernando Pacheco Filho   |
| Demi-centre    | Emil Feuchtmann          |
| Arrière gauche | Agustín Vidal            |
| Ailier droit   | Patricio Martínez Chávez |
| Pivot          | Gonzalo Carou            |
| Ailier gauche  | Carlos Mirabal           |